# Żwacz (przeżuwacze)
Żwacz (rumen) – pierwszy i największy z trzech przedżołądków u przeżuwaczy. Ułożony wzdłuż lewej połowy jamy brzusznej, sąsiaduje z przełykiem. U owiec i kóz osiąga od 13–23 litrów pojemności, u bydła domowego 100–180 litrów. Znajdują się w nim orzęski symbiotyczne, które trawią zawartą w pokarmie celulozę na własne potrzeby, następnie zwierzę odłyka tak strawiony pokarm, by później trafił on do kolejnych komór żołądka. Cały proces nosi nazwę cyklu żwaczowo-czepcowego, który składa się ze skomplikowanej kombinacji skurczów odpowiednich części tych przedżołądków. 
Jest miejscem głównych przemian azotowych. Około 35-40% bakterii żwaczowych produkuje enzymy proteolityczne (rozkładające białko). 
Żwacz łączy się z przełykiem ujściem przełykowo-żwaczowym, ostium esophagorumeni i z czepcem ujściem żwaczowo-czepcowym, ostium rumenoreticularis.
Cykl żwaczowo-czepcowy – szereg następujących po sobie w odpowiedniej kolejności skurczów mięśniówki przedżołądków przeżuwaczy mający na celu odpowiednie wymieszanie i rozdzielenie trawionego pokarmu.
Przebieg cyklu żwaczowo-czepcowego:
Pobranie pokarmu – pobrany pokarm po niezbyt dokładnym przeżuciu i obfitym naślinieniu zostaje połknięty, a następnie przełykiem przedostaje się do grzbietowego worka żwacza. W żwaczu substancje ulegają rozpuszczeniu w płynnej zawartości, cięższe i rozdrobnione nierozpuszczalne składniki, np. ziarno zbóż, opadają na dno, pozostałe zaś tworzą na powierzchni gąbczasty splot włókien.
Naprzemienne skurcze czepca i żwacza – dwufazowy skurcz czepca:
- pierwsza faza skurczu, nieco krótsza niż druga, trwa ok. 2 sek, zmniejsza się pojemność czepca od 2/3 do 1/2, następnie ma miejsce przerwa (ok. 2 sek) i nieznaczne rozluźnienie mięśniówki.
- druga faza (czepiec kurczy się gwałtownie do wielkości pięści) wtłacza do żwacza całą zawartość czepca (jest to moment sprzyjający wbijaniu się ciał obcych w ścianę czepca).
- w trakcie trwającego jeszcze skurczu czepca rozpoczyna się fala skurczu żwacza, (w czasie skurczu  części przedniej żwacza – zawartość płynna przedsionka cofa się do czepca, skąd następnie zostaje częściowo wessana przez księgi).
- fala skurczu obejmuje worek grzbietowy i rozszerza się ku tyłowi, przesuwając treść do worka brzusznego (dolnego).
- w worku brzusznym fala skurczu postępuje od tyłu ku czepcowi i przesuwa treść pokarmową do przedniej części worka grzbietowego.
- po pierwszym silnym skurczu żwacza pojawia się drugi słabszy, z którym łączy się zwykle odbijanie (ructus).

- naprzemienne kurczenie się worka grzbietowego i brzusznego, przedzielone krótkimi przerwami, zapewnia wypłukiwanie zmacerowanych i uległych fermentacyjnemu rozkładowi cząstek karmy, doprowadzając do przemieszczania się tych substancji do dalszych odcinków przewodu pokarmowego
- części grubsze zostają z powrotem odtransportowane do jamy ustnej celem gruntowniejszego rozdrobnienia, zmiażdżenia i ponownego naślinienia (przeżuwanie, ruminatio). Akt przeżuwania następuje w 30–70 min po spożyciu karmy.

- odłykanie jest zjawiskiem odruchowym stymulowanym grubowłóknistą karmą. Poprzedza je dodatkowy skurcz czepca. Odruch zostaje wywołany przez mechaniczne drażnienie receptorów w błonie śluzowej  żwacza i czepca. Otwarcie części wpustowej przełyku i rozszerzenie jego dolnej części, w którą zostaje wessana zawartość żwacza następuje rytmicznie w czasie przerwy między wdechem a wydechem.

- wydalanie powstałych w przebiegu procesów trawienia gazów następuje również na drodze odruchowej, w czasie drugiego skurczu worka brzusznego żwacza.

W normalnym przebiegu procesów fermentacyjnych powstaje u krowy w ciągu godziny 25–30 litrów gazów o składzie: CO2 – 67%, CH4 – 26%, N2 i H2 – 7%,O – 1%, H2S – 0,1%. Największa ilość tych gazów zostaje wydalona przez odbijanie, a tylko niewielka część zostaje wchłonięta przez błonę śluzową żwacza lub przedostaje się do dalszych odcinków przewodu pokarmowego.